# Victor Lay
Victor Claude Lay (ur. 26 sierpnia 1897, zm. 1 marca 1979) – brytyjski zapaśnik walczący w stylu wolnym. Olimpijczyk z Paryża 1924, gdzie zajął jedenaste miejsce w wadze półciężkiej.

## Letnie Igrzyska Olimpijskie 1924
| Konkurencja      | Rundy eliminacyjne      | Klas. końcowa |
| Konkurencja      | 1/8                     | Miejsce       |
| ---------------- | ----------------------- | ------------- |
| 87 kg styl wolny | Iisakki Mylläri (FIN) P | 11.           |